# Machine Gun Etiquette
Machine Gun Etiquette é o terceiro álbum de estúdio da banda de punk rock britânica The Damned, lançado em novembro de 1979. 
O álbum foi o primeiro do grupo desde a reforma com Dave Vanian nos vocais, Captain Sensible na guitarra, Rat Escabiose na bateria e no baixo Algy Ward. Machine Gun Etiquette viu a banda tornar-se mais experimental, sem Brian James, aa canções foram escritas de uma forma mais democrática, resultando em uma mistura de punk, rock psicodélico e estilos pop. O álbum inclui uma versão cover de "Looking At You", originalmente do MC5, uma reedição do CD incluía um cover das músicas "White Rabbit" e "Sweet Ballroom Blitz" de Grace Slick.

## Faixas
1. "Love Song" – 2:21
2. "Machine Gun Etiquette" – 1:48
3. "I Just Can't Be Happy Today" – 3:42
4. "Melody Lee" – 2:07
5. "Anti-Pope" – 3:21
6. "These Hands" – 2:03
7. "Plan 9 Channel 7" – 5:08
8. "Noise, Noise, Noise" – 3:10
9. "Looking at You" – 5:08
10. "Liar" – 2:44
11. "Smash It Up (Part 1)" – 1:59
12. "Smash It Up (Part 2)" – 2:53

### CD Bônus com faixas reeditadas
"Ballroom Blitz" – 3:30
"Suicide" – 3:14
"Rabid (Over You)" – 3:41
"White Rabbit" (extended version) – 5:13

### Reedição de 25º Aniversário
1. "Love Song" – 2:21
2. "Machine Gun Etiquette" – 1:48
3. "I Just Can't Be Happy Today" – 3:42
4. "Melody Lee" – 2:07
5. "Anti-Pope" – 3:21
6. "These Hands" – 2:03
7. "Plan 9 Channel 7" – 5:08
8. "Noise, Noise, Noise" – 3:10
9. "Looking at You" – 5:08
10. "Liar" – 2:44
11. "Smash It Up (Parts 1 & 2)" – 5:13
12. "Love Song" (Ed Hollis version) - 2:02
13. "Noise, Noise, Noise" (Ed Hollis version) - 3:25
14. "Suicide" - 3:17
15. "Smash It Up (Part 2)" - 2:56
16. "Smash It Up (Part 4)" - 1:57
17. "Burglar" - 3:33
18. "I Just Can't be Happy Today" (DJ edit) - 3:00
19. "Ballroom Blitz" - 3:28
20. "Turkey Song" - 4:04
21. "Plan 9, Channel 7" (video clip) - 6:18

## Créditos
- Dave Vanian - Vocal
- Captain Sensible - Guitarra, Teclado, Vocais
- Rat Scabies - Bateria, Vocais
- Algy Ward - Baixo, Vocais